# Episodi di Squadra Speciale Vienna (tredicesima stagione)
La tredicesima stagione della serie televisiva Squadra Speciale Vienna è stata trasmessa in anteprima in Austria dalla ORF tra il 7 novembre 2017 e il 24 aprile 2018.
| nº | Titolo originale                  | Titolo italiano | Prima TV Austria | Prima TV Italia |
| -- | --------------------------------- | --------------- | ---------------- | --------------- |
| 1  | Ich sehe was, was du nicht siehst |                 | 7 novembre 2017  |                 |
| 2  | Grenzfall                         |                 | 21 novembre 2017 |                 |
| 3  | Die Entscheidung                  |                 | 28 novembre 2017 |                 |
| 4  | Familie Schweiger                 |                 | 5 dicembre 2017  |                 |
| 5  | Die Fäden in der Hand             |                 | 12 dicembre 2017 |                 |
| 6  | Unter Verdacht                    |                 | 19 dicembre 2017 |                 |
| 7  | Treue, Ehre, Mord.                |                 | 2 gennaio 2018   |                 |
| 8  | Herz aus Stein                    |                 | 16 gennaio 2018  |                 |
| 9  | Schlaflos                         |                 | 4 gennaio 2019   |                 |
| 10 | Die Bienenkönigin                 |                 | 6 febbraio 2018  |                 |
| 11 | Quantensprung                     |                 | 27 febbraio 2018 |                 |
| 12 | Lange Schatten                    |                 | 6 marzo 2018     |                 |
| 13 | Fadenspiel                        |                 | 1º febbraio 2019 |                 |
| 14 | Hexenjagd                         |                 | 20 marzo 2018    |                 |
| 15 | Gevatter Hein                     |                 | 3 aprile 2018    |                 |
| 16 | Nachts in Friedensruh             |                 | 17 aprile 2018   |                 |
| 17 | Nemesis                           |                 | 24 aprile 2018   |                 |